# Condado de Westmoreland (Virginia)
El condado de Westmoreland (en inglés: Westmoreland County), fundado en 1653, es uno de 95 condados del estado estadounidense de Virginia. En el año 2020, el condado tenía una población de 18,477 habitantes y una densidad poblacional de 28 personas por km². La sede del condado es Montross.

## Geografía
Según la Oficina del Censo, el condado tiene un área total de 655 km² (252,9 mi²), de la cual 593 km² (229 mi²) es tierra y 60 km² (23,2 mi²) (9.29%) es agua.

### Condados adyacentes
- Condado de Charles (Maryland) (norte)
- Condado de St. Mary (Maryland) (noreste)
- Condado de Northumberland (sureste)
- Condado de Richmond (sur)
- Condado de Essex (suroeste)
- Condado de King George (noroeste)

## Demografía
Según el censo de 2000, los ingresos medios por hogar en el condado eran de $35,797, y los ingresos medios por familia eran $41,357. Los hombres tenían unos ingresos medios de $31,333 frente a los $22,221 para las mujeres. La renta per cápita para el condado era de $19,473. Alrededor del 14.70% de la población estaban por debajo del umbral de pobreza.

## Personas célebres
- George Washington (1732-1799), primer presidente de los Estados Unidos y uno de los Padres Fundadores de los Estados Unidos.
- James Monroe (1758-1831), quinto presidente de los Estados Unidos.
- Robert E. Lee (1807-1870), general de la guerra de Secesión.

## Localidades
- Colonial Beach
- Montross